# إبراهيم بدوي
إبراهيم بدوي (30 حزيران 1961-)، عالم دين شيعي لبناني، مبلغ ومدرّس حوزوي. ولد في لبنان، الهرمل

## مسيرته العلمية
درس الابتدائية في بيروت، جديدة المتن، مدرسة التجهيز اللبنانية تم الانتهاء منها عام 1973. والتكميلية في الدراسة التكميلية في بيروت، سن الفيل، تكميلية نايف أمهز، تم الانتهاء منها عام 1977 .
الدراسة الثانوية في ثانوية عمر المختار (القصير – سوريا)، والمعهد العربي، بيروت)
انتسب إلى الجامعة اللبنانية عام 1991، ولكنه أعرض عن إكمال الدراسة فيها لأسباب شخصية.
ثم انتسب عام 1995 إلى جامعة آزاد الإيرانية من خلال فرعها في بيروت، فأنهى مرحلة الليسانس عام 1999 ثم مرحلة الماجستير عام 2001 وكانت الرسالة بعنوان «علم الكلام الجديد»، فنال عليها درجة «ممتاز» وتنويه من اللجنة المشرفة.
وفي عام 2008 نال شهادة الدكتوراة في الفلسفة الإسلامية من الجامعة العالمية في لندن. وكان عنوان الأطروحة: (حرية الراي في الإسلام). مطبوع.
حيث نال عليها درجة جيد جدا مع توصية بالطباعة.

### الدراسة الحوزوية
بدأت دراسته الحوزوية عام 1981 في حوزة الامام المنتظر، بعلبك. ثم انتقل إلى حوزة قم عام 1982 بسبب الاجتياح الإسرائيلي للبنان.
في قم أتم دراسة المقدمات عام 1984 .
ثم أتم دراسة السطوح عام 1987 .
وممن وفقه الله للدراسة عليهم:
1-
السيد محمد رضا الجلالي (شرح مختصر المعاني).
2-السيد علي مكي (حلقات السيد الصدر).
3-السيد محمد حسن ترحيني العاملي (شرح اللمعة الدمشقية وكفاية الأصول ج1).
4-السيد أحمد المددي (كفاية الصول ج2).
5-الشيخ باقر الإيرواني (المكاسب والرسائل).
6- السيد كاظم الحائري(البحث الخارج في الفقه).
7-السيد محمود الهاشمي (البحث الخارج في أصول الفقه).
8-الشيخ فاضل اللنكراني (البحث الخارج في أصول الفقه باللغة الفارسية).
كما استفاد من سماع دروس الفلسفة للسيد محمد الغروي وآية الله الشيخ باقر الإيرواني والسيد كمال الحيدري.
ودرَس كتاب الأسس المنطقية للإستقراء على آية الله السيد كاظم الحائري.
عاد إلى لبنان أواخر عام 1990، فحضر بحث خارج فقه وأصول الفقه عند الشيخ محمد إبراهيم الأنصاري لثلاث سنوات كما حضر بحوث آية الله الشيخ محمد يزبك في حوزة الإمام المنتظر بعلبك.

## التدريس
منذ عام 1984 منشغل بتدريس مختلف العلوم الحوزوية في حوزة قم، وحوزة الامام المنتظر (عج) - بعلبك، وحوزة السيدة الزهراء (ع) – بعلبك.
درَّس مادة الفلسفة الإسلامية، ومادة التفسير الفلسفي في جامعة آزاد (لبنان).
ولا يزال إلى الآن يتابع تدريس السطوح فقها واصولاً وفلسفة
كما درَّس مادة الفلسفة ومادة علم الكلام الجديد في جامعة آزاد فرع لبنان لمدة سنتين.
ودرَّس كتابه «فن الخطابة» أربعين مرة في إيران ولبنان وسوريا وأفريقيا.

## مؤلفاته
1 - فن الخطابة مطبوع.
2 - العقيدة الواضحة مطبوع.
3 - حواريات كلامية مطبوع.
4 - علم الكلام الجديد مطبوع.
5 – عشرون مقدمة في علم التفسير.(مطبوع)
6 - حرية الراي في الإسلام مطبوع.
7 - الحقوق الشرعية مطبوع.
8 - بدر وبيادر (سيرة حياة الشيخ موسى شرارة) مطبوع.
9 - الصبح السافر في حكم الكافر لم ينشر
10 - الغناء في المنظور الفقهي الإسلامي لم ينشر
11 - القضاء في زمن الغيبة لم ينشر
12 - قاتل الخليفة (أبو لؤلؤة) لم ينشر
ترجمة من الفارسية إلى العربية:
1 - النجم الثاقب في أحوال الحجة الغائب للميرزا النوري مجلدان مطبوع.
2 - اللؤلؤ والمرجان في آداب أهل المنبر للميرزا النوري مطبوع.
3 - أحدث الفتاوى (استفتاءات لسبعة مراجع) مطبوع.
4 - المسيح لم يصلب مطبوع.
5 - مختارات من مصائب الحسين (ع) للشوشتري مطبوع.

## الوصلات الخارجية
- محاضرات الشيخ إبراهيم البدوي في موقع يوتيوب
- مقالات الشيخ إبراهيم بدوي على موقع معهد المعارف الحكمية
- برامج الشيخ إبراهيم البدوي على إذاعة صوت الهدى
- / دروس حوزوية للشيخ إبراهيم البدوي على موقع صوت الشيعة